# Fitzgeralds Casino and Hotel
Fitzgeralds Casino and Hotel (znany również jako Fitz) – hotel i kasyno, położony na wschodnim krańcu Fremont Street Experience w centrum miasta Las Vegas, w amerykańskim stanie Nevada. Stanowi własność korporacji Barden Nevada, będącej częścią The Majestic Star Casino, LLC.
Fitzgeralds składa się z kasyna o powierzchni 3,900 m² z 940 automatami i 29 stołami do gier, hotelu z 638 pokojami, kilku restauracji, centrum konferencyjnego, basenu i spa. Na drugim piętrze kasyna znajduje się również centrum zakładów sportowych, zarządzane przez Lucky's Race & Sports Book.
Motywem przewodnim Fitzgeralds jest "irlandzkie szczęście", z leprechaunami i shamrockami na czele.

## Historia
Fitzgeralds otwarty został w 1979 roku jako Sundance Hotel; obecną nazwę przybrał w roku 1987. W grudniu 2001 roku Barden Nevada Gaming LLC przejęła trzy nieruchomości Fitzgeralds, a dwa lata później hotel oficjalnie stał się własnością Barden Development Inc.
W latach 1979–1997 Fitzgeralds był najwyższym budynkiem w Las Vegas, dzięki wysokości 120 metrów.
W maju 2008 roku Las Vegas Review-Journal poinformował, że Don Barden może postawić w zastaw swoje obiekty w centrum Las Vegas, aby zatrzymać warte 35 milionów dolarów udziały w kasynie w Pittsburghu; tym samym Fitzgeralds mógł zostać wystawiony na sprzedaż. Informacje te zostały jednak zdementowane, a sam Barden uznał, że nie widzi potrzeby sprzedaży Fitzgeralds. Spekulacje związane z ewentualną sprzedażą Fitzgeralds zostały przerwane wraz ze śmiercią Bardena 19 maja 2011 roku.